# Gunnellichthys
Gunnellichthys es un género de peces de la familia Microdesmidae, del orden Perciformes. Este género marino fue descrito por primera vez en 1858 por Pieter Bleeker.

## Especies
Especies reconocidas del género:
- Gunnellichthys copleyi (J. L. B. Smith, 1951)
- Gunnellichthys curiosus C. E. Dawson, 1968
- Gunnellichthys grandoculis (Kendall & Goldsborough, 1911)
- Gunnellichthys irideus J. L. B. Smith, 1958
- Gunnellichthys monostigma J. L. B. Smith, 1958
- Gunnellichthys pleurotaenia Bleeker, 1858
- Gunnellichthys viridescens C. E. Dawson, 1968